# مورغان جيلافوجوي
مورغان جيلافوجوي (من مواليد 10 مارس 1998) هو لاعب كرة قدم محترف يلعب كلاعب خط وسط لنادي باريس. ولد في فرنسا، ويلعب مع منتخب غينيا.